# Alberto IV d'Asburgo
Alberto IV d'Asburgo, duca d'Austria, detto il Paziente o mirabilia mundi (Vienna, 19 settembre 1377 – Klosterneuburg, 14 settembre 1404), era figlio e successore di Alberto III d'Asburgo.

## Biografia
Accettò, in base al trattato di Hollenburg nel 1395, la coreggenza del cugino Guglielmo.
Nel 1398 intraprese un viaggio in terra santa, che diede lo spunto a una serie di leggende sui prodigi da lui incontrati in quella circostanza.
Combatté a fianco di Sigismondo d'Ungheria contro bande di cavalieri che saccheggiavano il paese; morì, di ritorno dal vano assedio di Znaim, probabilmente di peste.

## Matrimonio ed eredi
Nel 1390 sposò Giovanna Sofia di Baviera, figlia di Alberto I di Baviera, da cui ebbe due figli:
- Margherita, sposò Enrico XVI di Baviera;
- Alberto V.

## Ascendenza
|                          |                           |                              | Genitori                               |  |  | Nonni |  |  | Bisnonni              |  |  | Trisnonni           |  |
|                          |                           |                              |                                        |  |  |       |  |  | Alberto I di Germania |  |  | Rodolfo I d'Asburgo |  |
|                          |                           |                              |                                        |  |  |       |  |  | Alberto I di Germania |  |  | Rodolfo I d'Asburgo |  |
|                          |                           | Gertrude di Hohenberg        |                                        |  |  |       |  |  | Alberto I di Germania |  |  |                     |  |
| Alberto II d'Asburgo     |                           |                              |                                        |  |  |       |  |  | Alberto I di Germania |  |  |                     |  |
|                          |                           | Elisabetta di Tirolo-Gorizia | Mainardo II di Tirolo-Gorizia          |  |  |       |  |  |                       |  |  |                     |  |
|                          |                           | Elisabetta di Tirolo-Gorizia | Mainardo II di Tirolo-Gorizia          |  |  |       |  |  |                       |  |  |                     |  |
|                          |                           | Elisabetta di Tirolo-Gorizia | Elisabetta di Wittelsbach              |  |  |       |  |  |                       |  |  |                     |  |
| Alberto III d'Asburgo    |                           | Elisabetta di Tirolo-Gorizia |                                        |  |  |       |  |  |                       |  |  |                     |  |
|                          |                           | Ulrico III di Pfirt          | Teobaldo di Pfirt                      |  |  |       |  |  |                       |  |  |                     |  |
|                          |                           | Ulrico III di Pfirt          | Teobaldo di Pfirt                      |  |  |       |  |  |                       |  |  |                     |  |
|                          |                           | Ulrico III di Pfirt          | Caterina di Klingen                    |  |  |       |  |  |                       |  |  |                     |  |
| Giovanna di Pfirt        |                           | Ulrico III di Pfirt          |                                        |  |  |       |  |  |                       |  |  |                     |  |
|                          |                           | Giovanna di Montbéliard      | Rinaldo di Chalon                      |  |  |       |  |  |                       |  |  |                     |  |
|                          |                           | Giovanna di Montbéliard      | Rinaldo di Chalon                      |  |  |       |  |  |                       |  |  |                     |  |
|                          |                           | Giovanna di Montbéliard      | Guglielmina di Neuchâtel               |  |  |       |  |  |                       |  |  |                     |  |
| Alberto IV di Germania   |                           | Giovanna di Montbéliard      |                                        |  |  |       |  |  |                       |  |  |                     |  |
|                          | Giovanni II di Norimberga | Federico IV di Norimberga    |                                        |  |  |       |  |  |                       |  |  |                     |  |
|                          | Giovanni II di Norimberga | Federico IV di Norimberga    |                                        |  |  |       |  |  |                       |  |  |                     |  |
|                          | Giovanni II di Norimberga | Margherita di Carinzia       |                                        |  |  |       |  |  |                       |  |  |                     |  |
| Federico V di Norimberga | Giovanni II di Norimberga |                              |                                        |  |  |       |  |  |                       |  |  |                     |  |
|                          |                           | Elisabetta di Henneberg      | Bertoldo VII di Henneberg-Schleusingen |  |  |       |  |  |                       |  |  |                     |  |
|                          |                           | Elisabetta di Henneberg      | Bertoldo VII di Henneberg-Schleusingen |  |  |       |  |  |                       |  |  |                     |  |
|                          |                           | Elisabetta di Henneberg      | Adelaide d'Assia                       |  |  |       |  |  |                       |  |  |                     |  |
| Beatrice di Norimberga   |                           | Elisabetta di Henneberg      |                                        |  |  |       |  |  |                       |  |  |                     |  |
|                          |                           | Federico II di Meißen        | Federico I di Meißen                   |  |  |       |  |  |                       |  |  |                     |  |
|                          |                           | Federico II di Meißen        | Federico I di Meißen                   |  |  |       |  |  |                       |  |  |                     |  |
|                          |                           | Federico II di Meißen        | Elisabetta di Lobdeburg-Arnshaugk      |  |  |       |  |  |                       |  |  |                     |  |
| Elisabetta di Meißen     |                           | Federico II di Meißen        |                                        |  |  |       |  |  |                       |  |  |                     |  |
|                          |                           | Matilde di Baviera           | Ludovico il Bavaro                     |  |  |       |  |  |                       |  |  |                     |  |
|                          |                           | Matilde di Baviera           | Ludovico il Bavaro                     |  |  |       |  |  |                       |  |  |                     |  |
|                          |                           | Matilde di Baviera           | Beatrice di Slesia-Glogau              |  |  |       |  |  |                       |  |  |                     |  |
|                          |                           | Matilde di Baviera           |                                        |  |  |       |  |  |                       |  |  |                     |  |